# تروية دقيقة بالتدفق المفتوح
التروية الدقيقة بالتدفق المفتوح طريقة أخذ عينات لدراسات تصميم الأدوية السريرية وقبل السريرية والأبحاث حول الواسمات الحيوية. صُممت هذه التقنية لأخذ عينات مستمرة من الحليلات من السائل الخلالي في مختلف الأنسجة. توفر وصولًا مباشرًا إلى السائل الخلالي عن طريق إدخال مسبار صغير طفيف التوغل وخالٍ من الغشاء مع فتحات مجهرية. بذلك، يُتاح الوصول إلى المعلومات البيوكيميائية الكاملة للسائل الخلالي بغض النظر عن الحجم الجزيئي للحليلة أو خاصية الارتباط بالبروتين أو الخاصية المحبة للدهن.
تتيح التروية الدقيقة بالتدفق المفتوح أخذ عينات من المركبات المحبة للدهون والمحبة الماء، والأدوية المرتبطة وغير المرتبطة بالبروتين، والناقلات العصبية والببتيدات والبروتينات، والأجسام المضادة، والجسيمات النانوية والحاملات النانوية، والإنزيمات والحويصلات.

## مجالات التطبيق
تُستخدم التروية الدقيقة بالتدفق المفتوح بشكل روتيني في البحوث الصيدلانية قبل السريرية (مثلًا على الفئران والجرذان والخنازير والرئيسيات) وفي الدراسات السريرية على البشر. تكون الإجراءات المتعلقة بالتروية الدقيقة بالتدفق المفتوح مثل إدخال المجس أو أخذ العينات لفترات طويلة باستخدام العديد من المجسات جيدة التحمل من قبل أفراد العينة.

### التروية الدقيقة للجلد بالتدفق المفتوح
تسمح التروية الدقيقة للجلد بالتدفق المفتوح بدراسة نقل الأدوية عبر الأدمة واختراقها للأدمة بعد التطبيق الموضعي أو الجهازي، وقد ذُكرت هذه التقنية من قبل إدارة الغذاء والدواء (الولايات المتحدة) كطريقة جديدة لتقييم التكافؤ الحيوي للأدوية الموضعية.
تستخدم التروية الدقيقة للجلد بالتدفق المفتوح بهدف:
- إجراء دراسات الحركية الدوائية والديناميكية الدوائية الخاصة بالأنسجة.[11]
- إجراء مقارنة مباشرة بين تركيبات الأدوية الموضعية الجديدة[12][1]
- تقييم التوافر الحيوي عبر الجلد.[5]
- فحص المركبات ذات الوزن الجزيئي المرتفع، مثل الأجسام المضادة[12]

أثبتت التطبيقات المباشرة للتروية للجلد بالتدفق المفتوح أنها مفيدة بشكل خاص لتقييم المنتجات المكافئة (الجنيسة) الموضعية، والتي تحتاج إلى تأكيد التكافؤ الحيوي بالمقارنة مع الأدوية المعيارية للحصول على ترخيص بالتسويق.
تشمل تطبيقات التروية الدقيقة للجلد بالتدفق المفتوح الدراسات خارج الجسم الحي على الأنسجة المزروعة والدراسات قبل السريرية والسريرية في الجسم الحي.

### التروية الدقيقة للنسيج الشحمي بالتدفق المفتوح
تسمح التروية الدقيقة للنسيج الشحمي بالتدفق المفتوح بالمراقبة المستمرة عبر الإنترنت للعمليات الأيضية في الأنسجة الدهنية تحت الجلد، مثل الجلوكوز واللاكتات، بالإضافة إلى الحليلات الأكبر مثل الإنسولين (5.9 كيلو دالتون). تمت دراسة دور عديدات الببتيد في التأشير الأيضي (لبتين، سيتوكين الإنترلويكين-6، عامل نخر الورم ألفا) باستخدام التروية الدقيقة للنسيج الشحمي بالتدفق المفتوح. تسمح هذه التقنية بالقياس الكمي للبروتينات (مثل حجم الألبومين: 68 كيلو دالتون) في الأنسجة الدهنية، فتتيح إمكانية فحص الأدوية المرتبطة بالبروتين مباشرةً في الأنسجة المحيطية المستهدفة، مثل مضاهئات الأنسولين شديدة الارتباط بالبروتين المصممة للتأثير المديد والمتأخر. في الآونة الأخيرة، استُخدمت التروية الدقيقة للنسيج الشحمي بالتدفق المفتوح لأخذ عينات من الناهضات لدراسات السمنة وأيض الليبيدات والالتهابات المناعية. تشمل تطبيقات هذه التقنية الدراسات خارج الجسم الحي على الأنسجة المزروعة والدراسات قبل السريرية والسريرية في الجسم الحي.

### التروية الدقيقة للمخ بالتدفق المفتوح
تُستخدم هذه التقنية لإجراء دراسات الحركية الدوائية والديناميكية الدوائية قبل السريرية في دماغ الحيوان. يتيح الوصول إلى الدماغ مراقبة وظيفة الحاجز الدموي الدماغي ونقل الأدوية عبر الحاجز الدموي الدماغي السليم. تسمح التروية الدقيقة للمخ بالتدفق المفتوح بإلقاء نظرة خلف الحاجز الدموي الدماغي وتقييم تراكيز وتأثيرات المواد النشطة عصبيًا مباشرةً على أنسجة المخ المستهدفة.